# Montiéramey
Montiéramey település Franciaországban, Aube megyében. Lakosainak száma 405 fő (2022. január 1.). Montiéramey Briel-sur-Barse, Lusigny-sur-Barse, Mesnil-Saint-Père és Montreuil-sur-Barse községekkel határos.

## Népesség
A település népessége az elmúlt években az alábbi módon változott:
| Lakosok száma | 451  | 391  | 351  | 450  | 427  | 411  | 403  | 403  | 403  | 405  |
|               | 1968 | 1982 | 1990 | 2006 | 2013 | 2015 | 2017 | 2019 | 2020 | 2022 |